# Sentice
Sentice är en ort i Tjeckien.   Den ligger i regionen Södra Mähren, i den östra delen av landet, 170 km sydost om huvudstaden Prag. Sentice ligger 299 meter över havet och antalet invånare är 495.
Terrängen runt Sentice är huvudsakligen kuperad, men den allra närmaste omgivningen är platt. Runt Sentice är det tätbefolkat, med 762 invånare per kvadratkilometer. Närmaste större samhälle är Brno, 17,3 km sydost om Sentice. I omgivningarna runt Sentice växer i huvudsak blandskog.